# Cosimo I de' Medici

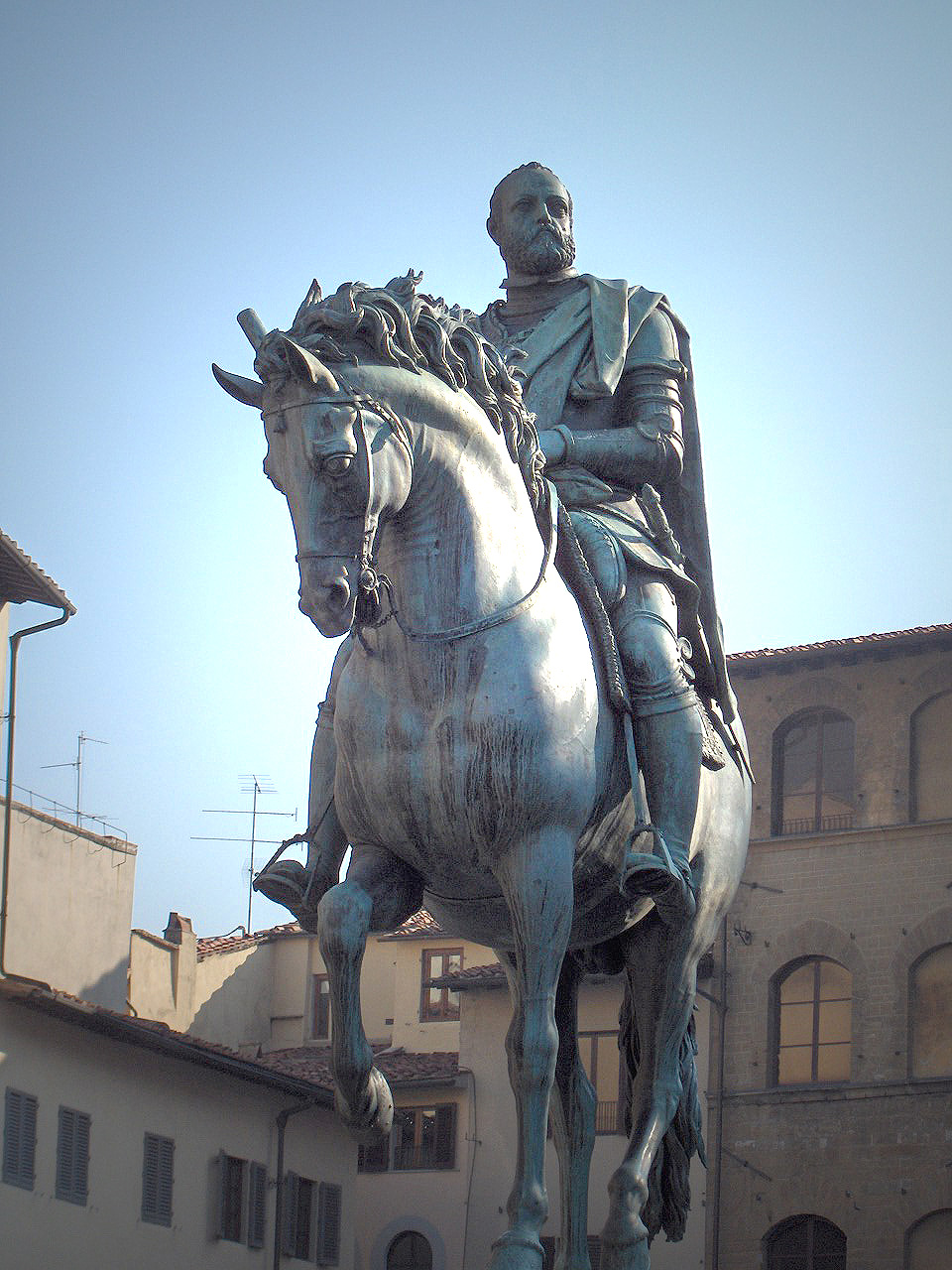
Ruiterstandbeeld van Cosimo I de' Medici op de Piazza della Signoria in Florence

Cosimo I de' Medici de Grote (Florence, 11 of 12 juni 1519 - Villa medicea di Castello bij Florence, 21 april 1574) werd in 1569 dankzij paus Pius V de eerste groothertog van Toscane en heerste van 1537 tot 1574, aan het eind van de renaissance.
Hij herstelde de macht van het geslacht De' Medici in de republiek Florence. Zij bleven aan de macht tot Gian Gastone de' Medici (1671-1737). De regeringsvorm die Cosimo instelde duurde zelfs nog langer voort, tot de opname in het grote Oostenrijk-Hongarije.

## Huwelijk en kinderen
Cosimo versterkte zijn macht ook door zijn familie met leden van belangrijke vorstenhuizen te laten trouwen. Zelf trouwde hij in 1539 met Eleonora van Toledo (1519-1562), de dochter van de Spaanse onderkoning van Napels, Pedro Álvarez de Toledo. Voor zijn zoon en opvolger Francesco I arrangeerde hij een huwelijk met een dochter van keizer Ferdinand I.
De kinderen van Cosimo en Eleonora zijn:
- Bianca (Bia) de' Medici (ca. 1537-1542)
- Maria (1540-1557)
- Francesco I de' Medici (1541-1587), groothertog van Toscane (1574-1587), trouwde met Johanna van Oostenrijk
- Isabella (1542-1576), vermoord door echtgenoot Paolo Giordano Orsini, hertog van Bracciano, op verdenking van ontrouw
- Giovanni (1543-1562), kardinaal en aartsbisschop van Pisa
- Lucrezia (1545-1562), trouwde in 1558 met Alfonso II d'Este (1533-1597), hertog van Ferrara
- Piero (Pedricco) de' Medici(1546-1547)
- Garzia de' Medici (1547-1562)
- Antonio de' Medici (1548-1548)
- Ferdinando I de' Medici (1549-1609), groothertog van Toscane (1587-1609), trouwde met Christine van Lotharingen
- Anna de' Medici (1553-1553)
- Pietro (1554-1604), trouwde met zijn nicht Eleonora (1556-1576), dochter van Don Garzia Álvarez de Toledo, markies van Villafranca. Pietro vermoordde zijn vrouw op verdenking van ontrouw.

In 1570 hertrouwde Cosimo met Camilla Martelli. Hun dochter Virginia de' Medici (1568-1615) trouwde in 1586 met Cesare d'Este (1552-1628), hertog van Modena.

## Jeugd
Zijn vader leidde een huurlingenleger en liet de opvoeding van Cosimo over aan zijn vrouw, Maria Salviati. Zij behoorde ook tot de familie Medici: ze was een kleindochter van Lorenzo il Magnifico. Zijn jeugd bracht hij door in het palazzo Salviati in Florence en op het familiegoed Il Trebbio in de Mugello. Cosimo behoorde tot een zijtak van de Medici die door leden van de hoofdtak eerder met vijandschap werd bekeken. Hij moest voor zijn veiligheid enkele keren de wijk nemen, eerst in 1526 naar Venetië, en in 1527 naar Bologna na de val van de Medicis. Na het herstel van het Medici-bewind vertoefde Cosimo in het gevolg van Alessandro de' Medici. Na de dood van Alessandro werd hij naar voren geschoven als opvolger, deels wegens het prestige van zijn vader als 'condottiere', deels wegens zijn jonge leeftijd die hem beïnvloedbaar zou moeten maken.

## Heerser
Op 10 januari 1537 werd Cosimo benoemd tot capo e primario del governo della città e del dominio. Zijn prestige groeide na de overwinning van zijn leger tegen een leger van Florentijnse ballingen onder leiding van Filippo en Piero Strozzi, gesteund door de paus en de Franse koning. Na deze overwinning kreeg hij van keizer Karel V de erfelijke titel van hertog van Florence en kreeg hij de dochter van de vicekoning van Napels als bruid. Hij slaagde erin zijn gezag te vestigen boven de instellingen van de republiek. Hij bevorderde het ontstaan van de Florentijnse marine, bouwde de haven van Livorno, en breidde de macht van Florence uit over bijna heel Toscane. In 1548 kreeg hij het eiland Elba in zijn macht. Na een oorlog van twee jaar, met de Slag van Marciano en een belegering van acht maanden, gaf Siena zich in 1555 over. Twee jaar later kreeg hij de stad in erfelijke leen van de Spaanse koning Filips II. In 1564 droeg Cosimo het bestuur formeel over aan zijn zoon Francesco, maar in de praktijk bleef hij nog jaren de feitelijke heerser.

## Mecenas
Cosimo was een liefhebber van de boekdrukkunst en stelde de Nederlander Laurentius Torrentinus aan als hertogelijk boekdrukker. Hij stichtte ook de Accademia Fiorentina en liet in 1543 de universiteit van Pisa heropenen. Hij liet de Uffizi en het palazzo Pitti bouwen en ook de prachtige Bobolituinen kwamen dankzij hem tot stand. Op economisch gebied en op het gebied van de architectuur en de kunsten had hij veel invloed. Hij steunde kunstenaars als Giorgio Vasari, Agnolo Bronzino en Benvenuto Cellini.
Op het belangrijkste plein van Florence, het Piazza della Signoria, staat een groot ruiterstandbeeld van hem van de hand van Giambologna (1598).
Cosimo I de' Medici ligt begraven in de Cappelle Medicee, een kapel van de Basilica San Lorenzo in Florence.

## Kwartierstaat
| Pierfrancesco di Lorenzo de' Medici (1430-1476) | Pierfrancesco di Lorenzo de' Medici (1430-1476) | Pierfrancesco di Lorenzo de' Medici (1430-1476) | Pierfrancesco di Lorenzo de' Medici (1430-1476) | Pierfrancesco di Lorenzo de' Medici (1430-1476) | Pierfrancesco di Lorenzo de' Medici (1430-1476) | Laudomia Acciaiuoli                         | Laudomia Acciaiuoli                         | Laudomia Acciaiuoli                         | Laudomia Acciaiuoli                         | Laudomia Acciaiuoli                   | Laudomia Acciaiuoli                   |                                       |                                       | Galeazzo Maria Sforza (1444-1476)     | Galeazzo Maria Sforza (1444-1476)     | Galeazzo Maria Sforza (1444-1476) | Galeazzo Maria Sforza (1444-1476) | Galeazzo Maria Sforza (1444-1476) | Galeazzo Maria Sforza (1444-1476) | Lucrezia Landriani (geboren ca. 1440) | Lucrezia Landriani (geboren ca. 1440) | Lucrezia Landriani (geboren ca. 1440) | Lucrezia Landriani (geboren ca. 1440) | Lucrezia Landriani (geboren ca. 1440) | Lucrezia Landriani (geboren ca. 1440) |  |  | Jean Salviati | Jean Salviati | Jean Salviati | Jean Salviati | Jean Salviati               | Jean Salviati               | Elena Gondi-Buondelmonti    | Elena Gondi-Buondelmonti    | Elena Gondi-Buondelmonti    | Elena Gondi-Buondelmonti    | Elena Gondi-Buondelmonti   | Elena Gondi-Buondelmonti   |                            |                            | Lorenzo I de' Medici (1449-1492) | Lorenzo I de' Medici (1449-1492) | Lorenzo I de' Medici (1449-1492) | Lorenzo I de' Medici (1449-1492) | Lorenzo I de' Medici (1449-1492) | Lorenzo I de' Medici (1449-1492) | Clarice Orsini (ca. 1453-1488)  | Clarice Orsini (ca. 1453-1488)  | Clarice Orsini (ca. 1453-1488) | Clarice Orsini (ca. 1453-1488) | Clarice Orsini (ca. 1453-1488) | Clarice Orsini (ca. 1453-1488) |  |  |  |  |  |  |  |  |  |  |  |  |  |  |  |  |  |  |  |  |  |  |  |  |  |  |  |  |  |  |  |  |  |  |  |  |  |  |  |  |  |  |  |  |  |  |  |  |
| Pierfrancesco di Lorenzo de' Medici (1430-1476) | Pierfrancesco di Lorenzo de' Medici (1430-1476) | Pierfrancesco di Lorenzo de' Medici (1430-1476) | Pierfrancesco di Lorenzo de' Medici (1430-1476) | Pierfrancesco di Lorenzo de' Medici (1430-1476) | Pierfrancesco di Lorenzo de' Medici (1430-1476) | Laudomia Acciaiuoli                         | Laudomia Acciaiuoli                         | Laudomia Acciaiuoli                         | Laudomia Acciaiuoli                         | Laudomia Acciaiuoli                   | Laudomia Acciaiuoli                   |                                       |                                       | Galeazzo Maria Sforza (1444-1476)     | Galeazzo Maria Sforza (1444-1476)     | Galeazzo Maria Sforza (1444-1476) | Galeazzo Maria Sforza (1444-1476) | Galeazzo Maria Sforza (1444-1476) | Galeazzo Maria Sforza (1444-1476) | Lucrezia Landriani (geboren ca. 1440) | Lucrezia Landriani (geboren ca. 1440) | Lucrezia Landriani (geboren ca. 1440) | Lucrezia Landriani (geboren ca. 1440) | Lucrezia Landriani (geboren ca. 1440) | Lucrezia Landriani (geboren ca. 1440) |  |  | Jean Salviati | Jean Salviati | Jean Salviati | Jean Salviati | Jean Salviati               | Jean Salviati               | Elena Gondi-Buondelmonti    | Elena Gondi-Buondelmonti    | Elena Gondi-Buondelmonti    | Elena Gondi-Buondelmonti    | Elena Gondi-Buondelmonti   | Elena Gondi-Buondelmonti   |                            |                            | Lorenzo I de' Medici (1449-1492) | Lorenzo I de' Medici (1449-1492) | Lorenzo I de' Medici (1449-1492) | Lorenzo I de' Medici (1449-1492) | Lorenzo I de' Medici (1449-1492) | Lorenzo I de' Medici (1449-1492) | Clarice Orsini (ca. 1453-1488)  | Clarice Orsini (ca. 1453-1488)  | Clarice Orsini (ca. 1453-1488) | Clarice Orsini (ca. 1453-1488) | Clarice Orsini (ca. 1453-1488) | Clarice Orsini (ca. 1453-1488) |  |  |  |  |  |  |  |  |  |  |  |  |  |  |  |  |  |  |  |  |  |  |  |  |  |  |  |  |  |  |  |  |  |  |  |  |  |  |  |  |  |  |  |  |  |  |  |  |
|                                                 |                                                 |                                                 |                                                 |                                                 |                                                 |                                             |                                             |                                             |                                             |                                       |                                       |                                       |                                       |                                       |                                       |                                   |                                   |                                   |                                   |                                       |                                       |                                       |                                       |                                       |                                       |  |  |               |               |               |               |                             |                             |                             |                             |                             |                             |                            |                            |                            |                            |                                  |                                  |                                  |                                  |                                  |                                  |                                 |                                 |                                |                                |                                |                                |  |  |  |  |  |  |  |  |  |  |  |  |  |  |  |  |  |  |  |  |  |  |  |  |  |  |  |  |  |  |  |  |  |  |  |  |  |  |  |  |  |  |  |  |  |  |  |  |
|                                                 |                                                 |                                                 |                                                 | Giovanni de' Medici il Popolano (1498-1526)     | Giovanni de' Medici il Popolano (1498-1526)     | Giovanni de' Medici il Popolano (1498-1526) | Giovanni de' Medici il Popolano (1498-1526) | Giovanni de' Medici il Popolano (1498-1526) | Giovanni de' Medici il Popolano (1498-1526) |                                       |                                       |                                       |                                       |                                       |                                       | Catherina Sforza (ca. 1463-1509)  | Catherina Sforza (ca. 1463-1509)  | Catherina Sforza (ca. 1463-1509)  | Catherina Sforza (ca. 1463-1509)  | Catherina Sforza (ca. 1463-1509)      | Catherina Sforza (ca. 1463-1509)      |                                       |                                       |                                       |                                       |  |  |               |               |               |               | Jacopo Salviati (1461-1533) | Jacopo Salviati (1461-1533) | Jacopo Salviati (1461-1533) | Jacopo Salviati (1461-1533) | Jacopo Salviati (1461-1533) | Jacopo Salviati (1461-1533) |                            |                            |                            |                            |                                  |                                  | Lucrezia de' Medici (1470-1550)  | Lucrezia de' Medici (1470-1550)  | Lucrezia de' Medici (1470-1550)  | Lucrezia de' Medici (1470-1550)  | Lucrezia de' Medici (1470-1550) | Lucrezia de' Medici (1470-1550) |                                |                                |                                |                                |  |  |  |  |  |  |  |  |  |  |  |  |  |  |  |  |  |  |  |  |  |  |  |  |  |  |  |  |  |  |  |  |  |  |  |  |  |  |  |  |  |  |  |  |  |  |  |  |
|                                                 |                                                 |                                                 |                                                 | Giovanni de' Medici il Popolano (1498-1526)     | Giovanni de' Medici il Popolano (1498-1526)     | Giovanni de' Medici il Popolano (1498-1526) | Giovanni de' Medici il Popolano (1498-1526) | Giovanni de' Medici il Popolano (1498-1526) | Giovanni de' Medici il Popolano (1498-1526) |                                       |                                       |                                       |                                       |                                       |                                       | Catherina Sforza (ca. 1463-1509)  | Catherina Sforza (ca. 1463-1509)  | Catherina Sforza (ca. 1463-1509)  | Catherina Sforza (ca. 1463-1509)  | Catherina Sforza (ca. 1463-1509)      | Catherina Sforza (ca. 1463-1509)      |                                       |                                       |                                       |                                       |  |  |               |               |               |               | Jacopo Salviati (1461-1533) | Jacopo Salviati (1461-1533) | Jacopo Salviati (1461-1533) | Jacopo Salviati (1461-1533) | Jacopo Salviati (1461-1533) | Jacopo Salviati (1461-1533) |                            |                            |                            |                            |                                  |                                  | Lucrezia de' Medici (1470-1550)  | Lucrezia de' Medici (1470-1550)  | Lucrezia de' Medici (1470-1550)  | Lucrezia de' Medici (1470-1550)  | Lucrezia de' Medici (1470-1550) | Lucrezia de' Medici (1470-1550) |                                |                                |                                |                                |  |  |  |  |  |  |  |  |  |  |  |  |  |  |  |  |  |  |  |  |  |  |  |  |  |  |  |  |  |  |  |  |  |  |  |  |  |  |  |  |  |  |  |  |  |  |  |  |
|                                                 |                                                 |                                                 |                                                 |                                                 |                                                 |                                             |                                             |                                             |                                             | Giovanni dalle Bande Nere (1498−1526) | Giovanni dalle Bande Nere (1498−1526) | Giovanni dalle Bande Nere (1498−1526) | Giovanni dalle Bande Nere (1498−1526) | Giovanni dalle Bande Nere (1498−1526) | Giovanni dalle Bande Nere (1498−1526) |                                   |                                   |                                   |                                   |                                       |                                       |                                       |                                       |                                       |                                       |  |  |               |               |               |               |                             |                             |                             |                             |                             |                             | Maria Salviati (1499-1543) | Maria Salviati (1499-1543) | Maria Salviati (1499-1543) | Maria Salviati (1499-1543) | Maria Salviati (1499-1543)       | Maria Salviati (1499-1543)       |                                  |                                  |                                  |                                  |                                 |                                 |                                |                                |                                |                                |  |  |  |  |  |  |  |  |  |  |  |  |  |  |  |  |  |  |  |  |  |  |  |  |  |  |  |  |  |  |  |  |  |  |  |  |  |  |  |  |  |  |  |  |  |  |  |  |
|                                                 |                                                 |                                                 |                                                 |                                                 |                                                 |                                             |                                             |                                             |                                             | Giovanni dalle Bande Nere (1498−1526) | Giovanni dalle Bande Nere (1498−1526) | Giovanni dalle Bande Nere (1498−1526) | Giovanni dalle Bande Nere (1498−1526) | Giovanni dalle Bande Nere (1498−1526) | Giovanni dalle Bande Nere (1498−1526) |                                   |                                   |                                   |                                   |                                       |                                       |                                       |                                       |                                       |                                       |  |  |               |               |               |               |                             |                             |                             |                             |                             |                             | Maria Salviati (1499-1543) | Maria Salviati (1499-1543) | Maria Salviati (1499-1543) | Maria Salviati (1499-1543) | Maria Salviati (1499-1543)       | Maria Salviati (1499-1543)       |                                  |                                  |                                  |                                  |                                 |                                 |                                |                                |                                |                                |  |  |  |  |  |  |  |  |  |  |  |  |  |  |  |  |  |  |  |  |  |  |  |  |  |  |  |  |  |  |  |  |  |  |  |  |  |  |  |  |  |  |  |  |  |  |  |  |
|                                                 |                                                 |                                                 |                                                 |                                                 |                                                 |                                             |                                             |                                             |                                             |                                       |                                       |                                       |                                       |                                       |                                       |                                   |                                   |                                   |                                   |                                       |                                       |                                       |                                       | Cosimo I de' Medici (1519-1574)       |                                       |  |  |               |               |               |               |                             |                             |                             |                             |                             |                             |                            |                            |                            |                            |                                  |                                  |                                  |                                  |                                  |                                  |                                 |                                 |                                |                                |                                |                                |  |  |  |  |  |  |  |  |  |  |  |  |  |  |  |  |  |  |  |  |  |  |  |  |  |  |  |  |  |  |  |  |  |  |  |  |  |  |  |  |  |  |  |  |  |  |  |  |